# Jilm u Hřeben
Jilm u Hřeben byl památný strom, (původně se jednalo o dva památné stromy), rostoucí vedle sebe v Josefově v okrese Sokolov v Karlovarském kraji, na mezi u staré polní cesty z místní části Hřebeny do Krajkové u bývalých Božích muk. Za památné byly vyhlášeny v roce 2001. Ochrana prvního jilmu (Ulmus glabra) byla zrušena v roce 2004 (rozlomení ve vichřici, následně se pahýl stromu pokácel), druhého v roce 2013 (zdravotní stav). Dnes jediný strom (stav 2014) s vysoko nasazenou hustou korunou má válcovitý kmen s mohutnými kořenovými náběhy, měřený obvod 457 cm, výška stromu je 31 m (měření 2008). Dne 11.12.2013 došlo ke zrušení ochrany druhého památného stromu z důvodu napadení grafiózou. Strom je z 90% suchý a existuje možnost statického selhání.

## Stromy v okolí
- Hřebenské lípy
- Borovice u Hartenberku
- Smrk pod Hartenberkem
- Borovice u Svatavy
- Buky u černé kapličky
- Kaštan v Markvarci
- Stříbrný javor v Husových sadech